# Miguel Vieira
Miguel Vieira ComIH (São João da Madeira, 1966) é um estilista português, que alcançou um grande destaque tanto a nível nacional como internacional.

## Biografia

### Nascimento e formação
Nasceu em 1966, na localidade de São João da Madeira. A sua mãe era natural de Belém do Pará, no Brasil, sendo uma das origens da forte ligação que o estilista teve depois ao longo da sua carreira com aquele país. Frequentou o Instituto Superior de Engenharia do Porto, onde concluiu o Curso de Controlo de Qualidade Têxtil.
Numa entrevista à revista Caras, Miguel Vieira revelou que tinha sido operado a um tumor na perna durante a adolescência.

### Carreira
Iniciou a sua carreira como estilista em 1988, embora só tenha feito a sua primeira exposição em 1991, nas salas da Expofashion da Filmoda. Foi a partir deste ponto que principiou a lançar as suas próprias colecções, que inicialmente incluíam apenas roupa e calçado para ambos os sexos. Em 1996 também começou a fazer exposição de malas, com a colecção Miguel Vieira - Marroquinarias e Malas. Neste ano iniciou igualmente a sua participação nos eventos Moda Lisboa, ModaCalzado, em Madrid, e a feira de calçado italiana Micam. Em 1997 tornou-se no responsável a nível internacional pela marca de sapatos Guess, e em 1999 inaugurou uma loja mãe para ser utilizada no franchising. Em Abril de 2004 inaugurou a Miguel Vieira Casa, uma loja de artigos de decoração em Matosinhos, tendo nessa altura planeado a abertura de dois outros estabelecimentos, um em Lisboa e outro em Barcelona. Em 2009 reutilizou o nome Miguel Vieira Casa para uma linha de mobiliário, que foi lançada numa cerimónia na Estação de São Bento, na cidade do Porto.
Em Setembro de 2011 esteve pela primeira vez na importante feira de calçado GDS, em Düsseldorf, na Alemanha. Em Dezembro de 2012 participou, em conjunto om Luís Buchinho, no evento Portugal Moderno Sentir Portugal, no Parque Ibirapuera, em São Paulo, no Brasil. A sua exposição de roupa, denominada de Perfume, foi inspirada nas culturas exóticas e em paisagens de grande beleza, tendo aplicado cores como o branco neve, no preto caviar, na areia sahara e em cores cítricas, como rosa quente, verde lima e laranja sol.
Em Junho de 2018, esteve na semana Semana masculina da Moda de Milão, como parte do programa Portugal Fashion, onde fez um desfile com peças inspiradas pelo movimento artístico Pop Art e por ilustrações no estilo vintage. Afirmou-se como um dos principais criadores de moda de origem portuguesa, tanto em território nacional como no estrangeiro, tendo feito desfiles em Londres, São Paulo, Istambul, Paris, Barcelona, Uruguai, Lisboa, Lodz, Madrid e Milão. Em 2018, a sua marca alcançou uma pontuação de 81% no sítio electrónico The Impression, que faz a classificação de vários desfiles de moda em todo o mundo, tendo ficado acima de marcas de renome como Dolce & Gabbana Z de Zegna, embora o estilista tenha lamentado a falta de divulgação em Portugal: «Ficamos à frente destas marcas todas e Portugal não sabe disso, infelizmente». Com efeito, nessa altura cerca de 80% do volume de negócios da sua empresa era dedicado exclusivamente ao estrangeiro, devido ao reduzido mercado nacional.
Segundo o próprio, o seu ponto mais elevado na carreira foi a sua participação na edição de 2019 na Semana masculina da Moda de Milão, onde esteve em conjunto com grandes estilistas como Versace e Giorgio Armani. Nesse ano esteve presente no evento Portugal Fashion, no antigo edifício da Alfândega do Porto, com o tema Modernismo, onde demonstrou igualmente o seu interesse pela ecologia. Nesse ano também expôs na feira Micam, onde conseguiu angariar quatro clientes da Nigéria, mercado onde ainda não estava presente.
Em Outubro de 2020 voltou a participar no Portugal Fashion, também organizado na antiga Alfândega do Porto, cujos desfiles foram gravados para serem depois exibidos durante a Semana da Moda de Milão e pela Camera Nazionale della Moda Italiana. Miguel Vieira também foi responsável pela criação de três novos cocktails, para comemorar a edição daquele ano do Portugal Fashion, que estiveram disponíveis no Vogue Café Porto.
Por volta de 2001, foi-lhe diagnosticado um cancro, só tendo ficado curado após cinco sessões de quimioterapia. Em Setembro de 2020, Miguel Vieira foi submetido a uma operação cirúrgica, de forma a tratar um desvio no septo e uma sinusite, doenças das quais sofria há alguns anos.

## Homenagens
Em 1998 foi nomeado para um Globo de Ouro como Personalidade do Ano da Moda, tendo sido premiado com dois Globos de Ouro como estilista, em 2007 e 2012. Em 30 de Janeiro de 2006, foi condecorado com o grau de comendador na Ordem do Infante D. Henrique, e em 2009 foi homenageado com o Prémio Infante D. Henrique, na categoria de inovação. Em 2017 recebeu o título de Homem do Ano da revista masculina GQ, na categoria para o melhor designer em Portugal.